# ペナルティとティーンのナキワラジオ↑↑
ペナルティとティーンのナキワラジオ↑↑（ペナルティとティーンのナキワラジオあげあげ）は、CBCラジオのトーク番組。2010年10月放送開始。2011年1月で一部ネット打ち切り。

## 出演者
- ペナルティ
- ニューライフ・アドベンチャー運動実行委員会（NLA）の高校生

## 概要
NLA主催で毎年行われるライブ「ナキワラ」を盛り上げることを主な目的とする。NLAから毎週一地方支部の委員が登場。ナキワラ出身者の電話出演もある。その時にワッキーは「ワッキーだよ。」と言う事がお約束になっている。

## ネット局
全国14局ネット。
- 中部日本放送（現・CBCラジオ、制作局、2011年1月21日終了）
- 北海道放送（2011年1月をもって打ち切り）
- 東北放送
- 新潟放送
- TBSラジオ
- 静岡放送
- 北陸放送
- 毎日放送
- 山陽放送（現・RSK山陽放送）
- 中国放送
- 西日本放送
- 南海放送
- RKB毎日放送
- 熊本放送